# Aracitaba
Aracitaba es un municipio brasileño del estado de Minas Gerais. Su población estimada en 2004 era de 1.925 habitantes.
Al nordeste limita con Mercês (Minas Gerais), al este con Tabuleiro, al sur con Santos Dumont (Minas Gerais) y al noroeste con Oliveira Fortes y Paiva.

## Geografía
El municipio se localiza en la Mesorregión de la Zona del Bosque y queda a 245 km de la capital Belo Horizonte.

### Carreteras
- MG-452

### Relieve, clima, hidrografía
La altitud de la sede es de 570 m s. n. m., teniendo como punto culminante una altitud de 1015 metros. El clima es del tipo tropical de altitud con lluvias durante el verano y una temperatura media anual en torno a los 18 °C, con variaciones entre 13 °C (media mínima) y 24 °C (media máxima). (ALMG)
El municipio forma parte de la cuenca del río Paraíba del sur, siendo bordeado por el río Formoso.

### Demografía
Datos del censo - 2000
Población Total: 2.086
- Urbana: 1.454
- Rural: 632
- Hombres: 1.081
- Mujeres: 1.005

(Fuente: AMM)
Densidad demográfica (hab./km²): 20,7
Mortalidad infantil hasta 1 año (por mil): 41,8
Expectativa de vida (años): 66,1
Tasa de fecundidad (hijos por mujer): 2,6
Tasa de Alfabetización: 76,4%
Índice de Desarrollo Humano (IDH-M): 0,684
- IDH-M Salario: 0,597
- IDH-M Longevidad: 0,685
- IDH-M Educación: 0,771

(Fuente: PNUD/2000)

## Historia
El poblado que dio origen a la ciudad creció en torno de la capilla del Bonfim, erguida en 1825. Fue elevada a freguesia en 1868 y fue distrito de los municipios de Río Pomba y después de Santos Dumont. Anteriormente se denominaba "Bonfim de Santos Dumont" y luego "Belmonte", adoptando el nombre de Aracitaba en 1943. Se emancipó en 1962. (ALMG).